# Bonifazio Incisa di Camerana
Bonifazio Incisa di Camerana dei conti Salvi del Pero di Luzzano (Novara, 19 febbraio 1934 – Chivasso, 3 maggio 2013) è stato un generale italiano.

## Biografia
Rampollo della nobile famiglia piemontese di tradizioni militari dei marchesi Incisa di Camerana dei conti Salvi del Pero di Luzzano, Bonifazio decise di intraprendere la carriera militare dopo la guerra, studiando all'Accademia militare di Modena ed alla Scuola di applicazione d'arma a Torino. Fu quindi tenente e capitano nel 131º Reggimento artiglieria "Centauro" di Vercelli e istruttore all'Accademia di Modena. Dal 1963 al 1966 ha frequentato la Scuola di guerra. Ha comandato il primo gruppo del 7º Reggimento artiglieria ed è stato vicecomandante della Brigata di cavalleria Pozzuolo del Friuli e dal 1983 al 1985 comandante della Brigata motorizzata Cremona. Ha svolto incarichi di stato maggiore nel comando del 5º Corpo d'armata di Vittorio Veneto e nello stato maggiore dell'Esercito, dove è stato capo sezione personale e capo ufficio del sottocapo di stato maggiore. Ha poi avuto incarichi di vicecapo di gabinetto del Ministero della difesa dal 1980 al 1983 e di vicecapo divisione operazioni di SHAPE dal 1985 al 1988.
Il 28 maggio del 1988 il ministro della difesa Valerio Zanone nominava il generale di corpo d'armata Incisa di Camerana capo di gabinetto del ministero. Il 14 aprile 1992 assunse il Comando della regione militare Nord-ovest.
Fu capo di stato maggiore dell'Esercito dal 1993 al 1997.
Succeduto al generale Goffredo Canino, dimessosi per contrasti con l'allora ministro della Difesa, Fabio Fabbri, durante il suo comando l'Esercito Italiano fu impegnato con il contingente Italfor Ibis in Somalia e avvenne l'omicidio di Ilaria Alpi e Miran Hrovatin. Nel 1997 è stato sostituito nell'incarico dal Generale Francesco Cervoni.
Congedatosi dal servizio attivo, ha ricoperto l'incarico di presidente di Agalpe, Agenzia per l'Alleanza Euro atlantica ed il Peacekeeping, un'organizzazione di sostegno culturale alla NATO. È stato sindaco del Comune di Saluggia, in provincia di Vercelli, dal 1997 al 2002. Il 9 dicembre 1998 gli fu conferita la Croce d'oro al Merito dell'Esercito.